# Brookline (Vermont)
Brookline ist eine Town im Windham County des Bundesstaates Vermont in den Vereinigten Staaten mit 540 Einwohnern (laut Volkszählung von 2020).

## Geografie

### Geografische Lage
Das Gebiet der Town liegt westlich der ersten Kette von Anhöhen, die das Westufer des Connecticut River bilden und zwischen 300 und 400 Metern hoch sind. Brookline besteht in erster Linie aus einem langgestreckten, in Nord-Süd-Richtung gelegenen, flachen Tal,  das von einem kleinen Wasserlauf, dem Grassy Brook, in südlicher Richtung durchflossen wird und der in den West River mündet, der wiederum die südwestliche Grenze der Town bildet. Im Süden des Gebietes weitet sich das Areal zu einer Flussniederung an den Mäandern des West River. Nennenswerte Anhöhen sind in der Town nicht vorhanden.

### Nachbargemeinden
Alle Entfernungen sind als Luftlinien zwischen den offiziellen Koordinaten der Orte aus der Volkszählung 2010 angegeben.
- Norden: Athens, 3,3 km
- Osten: Westminster, 11,6 km
- Südosten: Putney, 9,1 km
- Südwesten: Newfane, 10,5 km
- Westen: Townshend, 8,0 km

### Klima
Die mittlere Durchschnittstemperatur in Brookline liegt zwischen −7,8 °C (18 °Fahrenheit) im Januar und 20,0 °C (68 °Fahrenheit) im Juli. Damit ist der Ort gegenüber dem langjährigen Mittel Vermonts um etwa 1 Grad wärmer. Die Schneefälle zwischen Oktober und Mai liegen mit rund zwei Metern etwa doppelt so hoch wie die mittlere Schneehöhe in den USA. Die tägliche Sonnenscheindauer liegt am unteren Rand des Wertespektrums der USA.

## Geschichte
1780 als Teil Athens' ausgerufen und besiedelt, wurde die südliche Hälfte dieser Siedlungsfläche am 30. November 1794 zur eigenständigen Town Brookline erklärt. Zusätzlich wurden kleine Teile Putneys und im Jahr 1819 die östlich des West River gelegenen Anteile Newfanes der Town zugeschlagen.

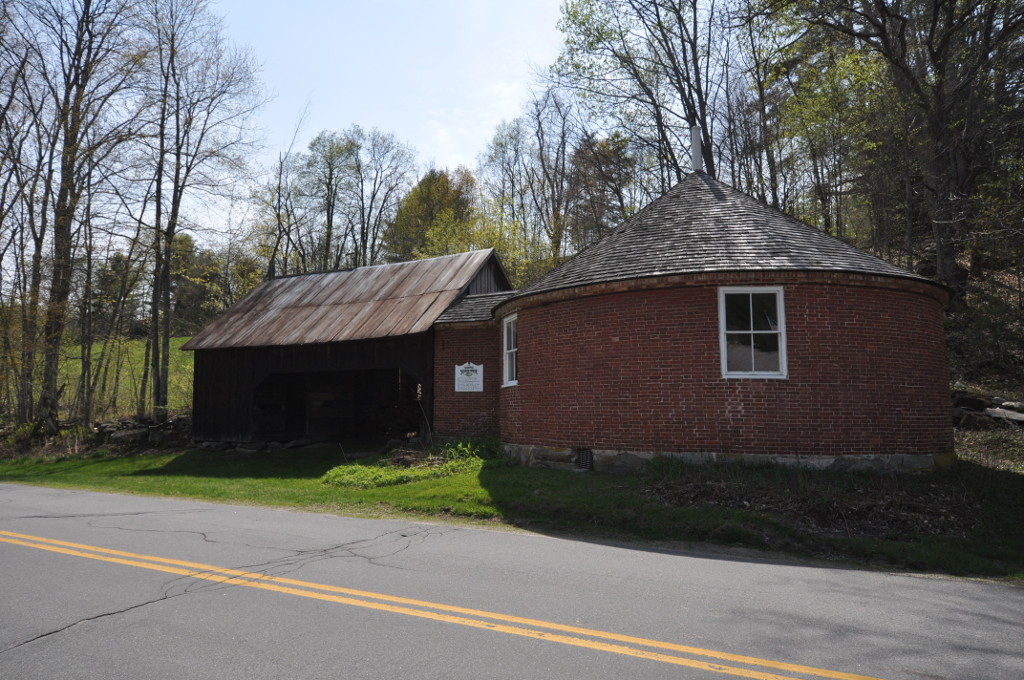
Round School

1822 wurde ein erstes Schulhaus errichtet, die Round School: Der erste promovierte Lehrer der Gemeinde, John Wilson, ließ den Bau in Anlehnung an das Gebäude des schottischen Parlamentes als Rundbau errichten. Nach dem Tode Wilsons 1847 wurde bekannt, dass es sich bei ihm um den gesuchten schottischen Wegelagerer Captain Thunderbolt gehandelt hatte, auf den 1816 eine Belohnung von 500 Pfund Sterling durch die britische Regierung ausgesetzt worden war. Die Round School war bis 1929 als Schulhaus, danach bis 1989 als Rathaus genutzt worden. Sie gilt heute als eine Sehenswürdigkeit des Ortes.

### Religionen
In Brookline existiert eine baptistische Kirchengemeinde, die auch ein 1836 als Brookline Baptist Church errichtetes Kirchengebäude unterhält.

### Einwohnerentwicklung
| Volkszählungsergebnisse – Town of Brookline, Vermont | Volkszählungsergebnisse – Town of Brookline, Vermont | Volkszählungsergebnisse – Town of Brookline, Vermont | Volkszählungsergebnisse – Town of Brookline, Vermont | Volkszählungsergebnisse – Town of Brookline, Vermont | Volkszählungsergebnisse – Town of Brookline, Vermont | Volkszählungsergebnisse – Town of Brookline, Vermont | Volkszählungsergebnisse – Town of Brookline, Vermont | Volkszählungsergebnisse – Town of Brookline, Vermont | Volkszählungsergebnisse – Town of Brookline, Vermont | Volkszählungsergebnisse – Town of Brookline, Vermont |
| Jahr                                                 | 1800                                                 | 1810                                                 | 1820                                                 | 1830                                                 | 1840                                                 | 1850                                                 | 1860                                                 | 1870                                                 | 1880                                                 | 1890                                                 |
| ---------------------------------------------------- | ---------------------------------------------------- | ---------------------------------------------------- | ---------------------------------------------------- | ---------------------------------------------------- | ---------------------------------------------------- | ---------------------------------------------------- | ---------------------------------------------------- | ---------------------------------------------------- | ---------------------------------------------------- | ---------------------------------------------------- |
| Einwohner                                            | 472                                                  | 431                                                  | 391                                                  | 376                                                  | 328                                                  | 285                                                  | 243                                                  | 203                                                  | 205                                                  | 162                                                  |
| Jahr                                                 | 1900                                                 | 1910                                                 | 1920                                                 | 1930                                                 | 1940                                                 | 1950                                                 | 1960                                                 | 1970                                                 | 1980                                                 | 1990                                                 |
| Einwohner                                            | 171                                                  | 137                                                  | 105                                                  | 101                                                  | 104                                                  | 132                                                  | 127                                                  | 180                                                  | 310                                                  | 403                                                  |
| Jahr                                                 | 2000                                                 | 2010                                                 | 2020                                                 | 2030                                                 | 2040                                                 | 2050                                                 | 2060                                                 | 2070                                                 | 2080                                                 | 2090                                                 |
| Einwohner                                            | 467                                                  | 530                                                  | 540                                                  |                                                      |                                                      |                                                      |                                                      |                                                      |                                                      |                                                      |

## Wirtschaft und Infrastruktur
Die Land- und Viehwirtschaft, die den Ort über große Teile seines Bestehens prägte, ist bis zum Jahr 2013 auf lediglich eine Farm und einen Viehzuchtbetrieb zurückgegangen. In erster Linie dient Brookline als Schlafstadt für die umliegenden, größeren Gemeinden.

### Verkehr
Brookline wird ausschließlich durch kleine Landstraßen ohne besondere Kennzeichnung erschlossen. Die nächstgrößere Straße ist die Vermont Route 30, die im südwestlich benachbarten Newfane an Brookline vorbeiführt. Die nächstgelegenen Amtrak-Stationen liegen in Bellows Falls (ca. 20 km Entfernung) und Brattleboro (ca. 22,5 km). Ein Hubschrauberlandeplatz ermöglicht den Abtransport von Schwerverletzten.

### Öffentliche Einrichtungen
Die Ortschaft verfügt über keine eigenen öffentlichen Einrichtungen. Das nächstgelegene Krankenhaus findet sich in Brattleboro.

### Bildung
Brookline verfügt über keine eigenen Schulen; eine ehemals existente, fünfzügige  Grundschule wurde aufgrund zu geringer Auslastung geschlossen. Stattdessen wird zusammen mit Newfane die Newbrook Elementary betrieben, die vom Kindergarten bis zum sechsten Schuljahr führt. Als weiterführende Schule bis zur 12. Klasse dient die Leland & Gray Union Middle & High School in Townshend. Nahe gelegene, größere Colleges existieren in Keene, New Hampshire und Williamstown, Massachusetts; die nächsten Universitäten finden sich in Rindge, New Hampshire und Amherst, Massachusetts.